# Платоспроможність страхової компанії

## Визначення платоспроможності
Фінансова надійність страхової компанії насамперед визначається її рівнем платоспроможності, який має підтримуватись постійно.
Платоспроможність страховика (страхової компанії) - це об'єктивний показник його поточного фінансового стану шляхом його прогнозування в осяжному майбутньому. Інакше, це можливість виконання в осяжному майбутньому його зобов'язань завдяки тим активам, які є в розпорядженні страховика, являють собою реальні цінності, а тому є ліквідними.
Платоспроможність означає можливість, здатність страховика відповідати за своїми зобов'язаннями.

## Види зобов'язань
Зобов'язання поділяються на:
- зовнішні;
- внутрішні.

Зовнішні зобов'язання — це зобов'язання перед страхувальниками, бюджетом, позабюджетними цільовими фондами, контрагентами, своїми партнерами тощо. Їх обсяг є основним при визначенні рівня платоспроможності страховика.
Внутрішні зобов'язання - це зобов'язання перед засновниками, акціонерами, філіями, працівниками.
У практиці страхування вважається, що якщо активи страхової компанії більші, ніж узяті зобов'язання, то вона має достатній рівень платоспроможності.

## Умови платоспроможності страхової компанії
Законом України про страхування визначено умови, які забезпечують відповідний рівень платоспроможності страхової компанії. А саме:
- наявність сплаченого статутного фонду;
- наявність гарантійного фонду;
- створення страхових резервів, достатніх для майбутніх страхових виплат;
- перевищення фактичного запасу платоспроможності страховика над розрахунковим нормативним запасом платоспроможності.

Згідно чинного законодавства страховики повинні відповідно до обсягів страхової діяльності підтримувати належний рівень фактичного запасу платоспроможності.

## Оцінка платоспроможності страхової компанії
Оцінка платоспроможності страхової компанії проводиться у два етапи. Спочатку необхідно визначити фактичний та нормативний запас платоспроможності страхової компанії. Після чого необхідно зіставити ці показники. Далі наведено детальне визначення цих показників.

### Визначення фактичного запасу платоспроможності страхової компанії
Фактичний запас платоспроможності {\displaystyle (FZP)} страховика визначається вирахуванням із вартості майна (загальної суми активів — {\displaystyle \sum {A}}) страховика, суми нематеріальних активів ({\displaystyle \sum {NA}} і загальної суми зобов'язань {\displaystyle \sum {Z}}) {\displaystyle \sum {A}}, у тому числі й страхових:
{\displaystyle FZP=\sum {A}-\sum {NA}-\sum {Z}.} (1)
Для забезпечення відповідного рівня платоспроможності за вимогами законодавства фактичний запас платоспроможності {\displaystyle (FZP)} повинен перевищувати нормативний його запас {\displaystyle (NZP)} на будь-яку дату. Тобто постійно повинна виконуватись умова:
{\displaystyle (FZP)>(NZP).} (2)

### Визначення нормативного запасу платоспроможності страхової компанії
Нормативний запас платоспроможності страховика, який здійснює ризикові види страхування (інші, ніж страхування життя), повинен дорівнювати більшій із розрахованих величин:
1. Розраховується шляхом множення суми страхових премій за попередні 12 місяців на 0,18 (останній місяць буде складатися із кількох днів на дату розрахунку), при цьому сума страхових премій зменшується на 50% страхових премій, належних перестраховикам.
2. Розраховується шляхом множення суми страхових виплат за попередні 12 місяців на 0,26 (останній місяць буде складатися із кількох днів на дату розрахунку), при цьому сума страхових виплат зменшується на 50% виплат, що компенсуються перестраховиками згідно з укладеними договорами перестрахування.

Нормативний запас платоспроможності страховика, що здійснює страхування життя, на будь-яку дату дорівнює величині, яка визначається шляхом множення величини резерву довгострокових зобов'язань (математичного резерву) на 0,05.
У визначенні надійності страхової компанії та її можливості ефективного функціонування розраховують показник ліквідності. Ліквідність означає можливість страховика здійснювати поточні виплати з поточних надходжень, тобто здатність платити негайно за своїми терміновими зобов'язаннями. Необхідно підкреслити, що платоспроможність є більш широким, узагальнюючим показником по відношенню до ліквідності.
У практиці господарювання рівень платоспроможності страхової компанії є показником, за яким здійснюється постійний контроль з боку:
- фінансової служби самого страховика;
- державного уповноваженого органу контролю;
- аудиторських служб;
- рейтингових агенцій (за певних умов).